# Michel Esteban
Michel Esteban (* 7. května 1951 Paříž) je francouzský podnikatel a hudební producent. V polovině sedmdesátých let se přestěhoval do New Yorku. V roce 1977 založil hudební vydavatelství Rebel Records, které však brzy zaniklo. Později jej hudebník John Cale seznámil s Michaelem Zilkhou, s nímž založil vydavatelství ZE Records. Vydavatelství zaniklo v roce 1984, ale v roce 2003 bylo znovu obnoveno.